# San Cristóbal (Irapuato)
San Cristóbal es una localidad del estado mexicano de Guanajuato. Es parte del municipio de Irapuato.

## Toponimia
El nombre de la población hace referencia al santo patrono de la localidad: Cristóbal de Licia.

## Demografía
| Gráfica de evolución demográfica |
|                                  |

| Censo | Población |
| ----- | --------- |
| 1900  | 190       |
| 1910  | 508       |
| 1921  | 512       |
| 1930  | 564       |
| 1940  | 515       |
| 1950  | 719       |
| 1960  | 832       |
| 1970  | 1 319     |
| 1980  | 1 112     |
| 1990  | 2 983     |
| 2000  | 3 790     |
| 2010  | 4 439     |
| 2020  | 5 073     |